# 岡嶋屋
岡嶋屋（おかじまや）は、歌舞伎役者の屋号。
由来は未詳。
岡嶋屋の代表的な名跡には以下のものがある。なお参考までに定紋も併せて記した。
| 屋号              | 名跡                         | 定紋                | 定紋 | 備考                                            |
| ----------------- | ---------------------------- | ------------------- | ---- | ----------------------------------------------- |
| おかじまや 岡嶋屋 | あらし きちさぶろう 嵐吉三郎 | みつきち 三つ吉     |      |                                                 |
| おかじまや 岡嶋屋 | あらし りかん 嵐璃寛         | みつたちばな 三つ橘 |      | 初代のみ。二代目は伊丹屋、 三代目以降は葉村屋。 |
| おかじまや 岡嶋屋 | あらし きつさぶろう 嵐橘三郎 | みつたちばな 三つ橘 |      | 初代のみ。二代目以降は伊丹屋。                  |
| おかじまや 岡嶋屋 | あらし とくさぶろう 嵐徳三郎 | みつたちばな 三つ橘 |      | 初代のみ。二代目は伊丹屋、 三代目以降は葉村屋。 |